# Satakunnantie
Satakunnantie (en français : route du Satakunta)  est une route de liaison  dans la région de Finlande-Propre en Finlande.

## Description
Satakunnantie est longue d'environ 3,9 kilomètres de long et elle est bordée par le centre commercial Länsikeskus.  
Satakunnantie est une importante liaison de trafic local entre Turku et Raisio, et avant l'achèvement de la voie rapide de Naantali, c'était la route principale menant à Naantali . 
Depuis qu'une structure urbaine dense s'est formée le long de la route, presque tous les bus vers Raisio et Naantali continuent de l'emprunter.

## Parcours
La route Satakunnantie part du pont Aninkaistensilta à Pohjola en direction du nord. 
Après Raunistulanportti, la route tourne vers le nord-ouest, après quoi elle traverse les quartiers de Kähäri et Väti. 
Ensuite, la route atteint le quartier de Teräsrautela, où elle croise les rues Suikkilantie et Markulantie. 
Après cela, Satakunnantie continue du côté du quartier de Ruohonpää, et après Länsikeskus elle traverse le quartier de Mälikkälä. 
La route se termine à la frontière de Raisio où elle est prolongée par la Raisiontie. 